# Christian von Nettelbladt

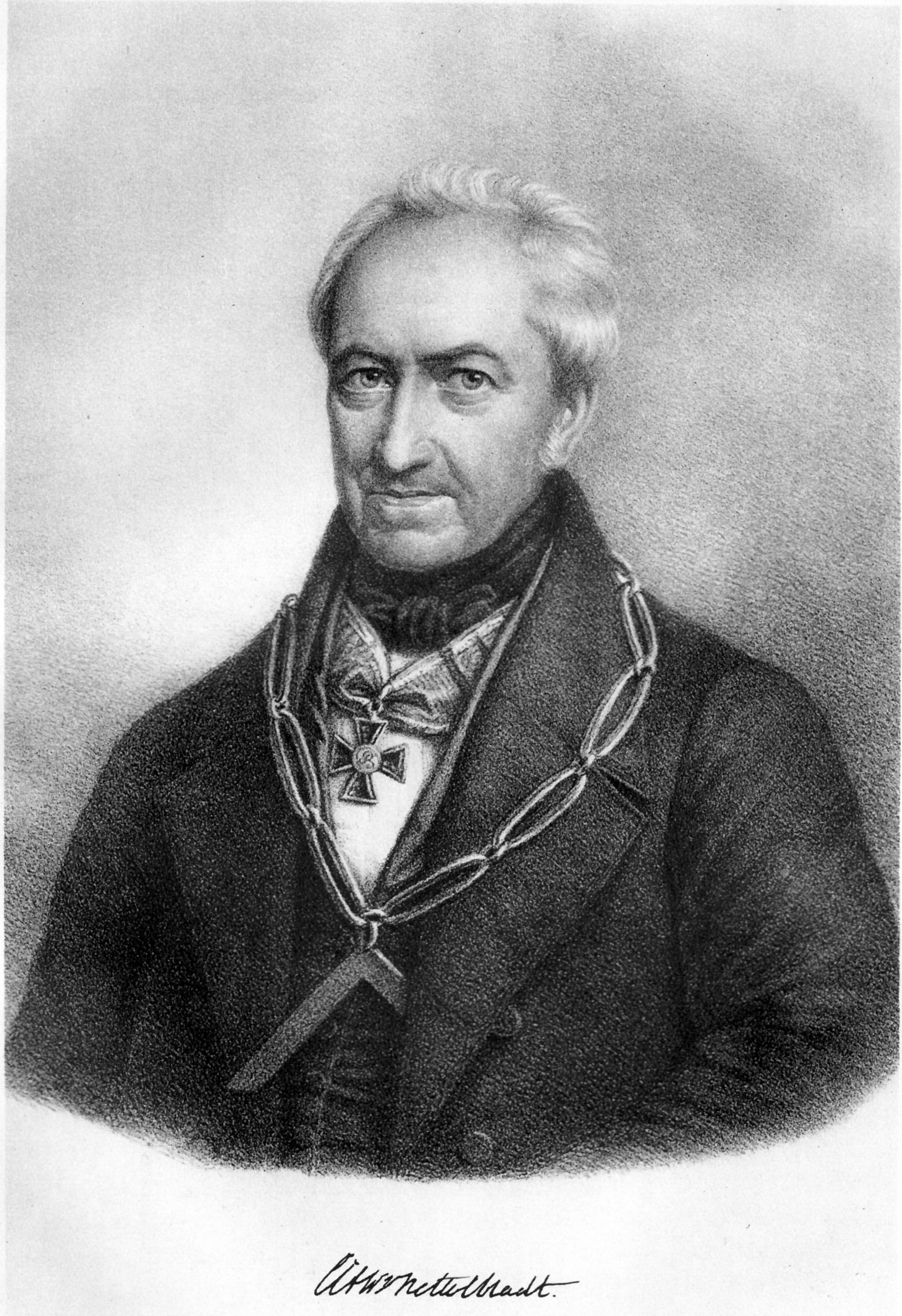
Christian von Nettelbladt als Kapitelmeister

Christian Carl Friedrich Wilhelm Freiherr von Nettelbladt (* 15. Februar 1779 in Rostock; † 9. Juni 1843 ebenda) war ein deutscher Richter und Freimaurer.

## Leben
Christian von Nettelbladt war ältester Sohn des Kanzleidirektors Karl Friedrich Wilhelm von Nettelbladt (1749–1818) in Rostock. Seine Mutter Friedrike Wilhelmine geb. Prehn (1752–1779) starb schon wenige Wochen nach seiner Geburt. Sein Vater heiratete darauf deren Schwester Christiane Eberhardine geb. Prehn (1756–1796). Christian Erhard von Nettelbladt (1792–1863) war sein Halbbruder.
Er besuchte ab 1794 die Ritterakademie (Lüneburg) und studierte ab 1796 an der Universität Rostock und anschließend bis 1800 an der Philipps-Universität Marburg Rechtswissenschaft. Ab 1800 war er Auditor in der Rostocker Justizkanzlei unter seinem Vater. Dort wurde er 1801 zum Kanzleirat befördert und wurde bald darauf Justiz- und Konsistorialrat. 1813 wurde er zum Assessor beim Hof- und Landgericht nach Güstrow berufen. 1818 erfolgte die Ernennung zum Oberappellationsrat am Höchsten Gerichtshof in Parchim durch den Großherzog Friedrich Franz I. (Mecklenburg).
Er war viermal verheiratet. Die Ehe mit seiner ersten Frau, die früh starb, blieb kinderlos. Mit seiner zweiten Frau (ab 1805) Johanna Caroline geb. von Stein (1784–1812) hatte er zwei Kinder, darunter Albert von Nettelbladt; mit der dritten Ehefrau (ab 1813) Eva Wilhelmine Elisabeth Hedwig geb. von Pressentin (1793–1831) hatte er drei Kinder, darunter Rudolf von Nettelbladt. Die vierte Ehe blieb kinderlos. Alle seine Ehefrauen starben vorzeitig. Nettelbladt selbst litt lange an einem Brustleiden und erlitt im fortgeschrittenen Alter zwei Schlaganfälle, die er aber überlebte.

### Freimaurerei
Bereits Nettelbladts Vater Karl Friedrich Wilhelm (* 4. Mai 1747 in Rostock; † 30. Juni 1818 ebenda) war 1766 in die Freimaurerloge Zu den drey Löwen in Marburg aufgenommen und später Mitglied der Großen Landesloge der Freimaurer von Deutschland geworden. Christian Nettelbladt trat am 1. März 1803 der Loge Zum Tempel der Wahrheit in Rostock bei, wurde dort am 1. November des gleichen Jahres zum Gesellen befördert und am 2. Januar 1804 in den Meistergrad erhoben. Ebenfalls noch 1804 folgte die Aufnahme in die Andreasloge Quattuor Elementa in Stralsund, wo er 1805 in den sechsten Grad des Schwedischen Systems befördert wurde.
Am 9. Februar 1810 wurde er in das Kapitel Zum Phönix in St. Petersburg aufgenommen, das nicht zur Großen Landesloge gehörte, aber ebenfalls nach dem Schwedischen System arbeitete. Am 24. März 1812 wurde er im Ordenskapitel in Berlin in diesem Grad angenommen.
Von 1807 bis 1811 war er Abgeordneter Logenmeister der Johannisloge Zum Tempel der Wahrheit und wurde im Anschluss deren Logenmeister. Nach seiner Versetzung nach Parchim gründete er mit anderen die Johannisloge Friderica Ludovica, der er 22 Jahre vorstand. 1812 war er Mitgründer der Andreasloge Lucens in Rostock.
Die Große Landesloge schickte ihn 1817 nach Stralsund, um die dortigen schwedischen Logen nach Absprache mit dem Schwedischen Freimaurerorden in die Große Landesloge zu überführen. 1818 leitete er eine Gesandtschaft der Großen Landesloge nach Schweden, um die deutschen Rituale des Schwedischen Systems, die bisher noch unvollständig waren, zu ergänzen. Aus beruflichen Gründen konnte er nicht selber mit der Gesandtschaft reisen, aber er bereitete sie vor und nutzte anschließend die mitgebrachten Unterlagen für eine umfangreiche Ritualreform, die bis 1836 dauerte. Seine Arbeiten wurden fast vollständig von der Großen Landesloge genehmigt und übernommen und gelten als die bedeutendste Reform des Schwedischen Systems in Deutschland.

„Wie der ersten 50jährigen Periode v. Zinnendorf die Signatur gegeben, so gab der zweiten 50jährigen Periode v. Nettelbladt ihre Signatur, der hochverdiente Rostocker Capitelmeister, ein großes maurerisches Genie, ein Mann von weit umfassenden historischen Kenntnissen, erfüllt von einem lebendigen und in die Tiefe dringenden Christenthum, doch auch er war nicht ganz frei von jenem oben charakterisirten Zuge nach dem Geheimnißvollen“

Für die Leitung der erfolgreichen Delegation nach Schweden wurde Nettelbladt am 30. Juli 1818 zum Zweiten Architekten des Freimaurerordens berufen. Nach einem anti-freimaurerischen Artikel von 1874 soll ihm 1819 zusammen mit Johann Friedrich Basilius Wehber-Schuldt der Orden Karls XIII. verliehen worden sein; im Mitgliederverzeichnis des Ordens ist er jedoch nicht verzeichnet. Nettelbladt  unterstützte 1821 maßgeblich die Gründung der sich in Bützow bildenden "Sankt Johannis-Loge "Urania zur Eintracht". Man verlieh ihm die Ehrenmitgliedschaft dieser Loge.
Aus einigen Briefen mit anderen Freimaurern geht hervor, dass Nettelbladt wahrscheinlich unter dem Ordensnamen Carolus a nexu longinquo Mitglied des Klerikalen Systems des August Wilhelm Starck war.
Viele Unterlagen Nettelbladts sind unwiederbringlich verloren gegangen, da seine Tochter nach seinem Tode Teile seiner Bibliothek zum Heizen verwendet haben soll.

### Gründungen
Nettelbladt gründete ein Krankenhaus für Mittellose in Heiligendamm und mehrere Sonntagsschulen für Handwerkslehrlinge und -gesellen.

## Werke (Auswahl)
- als Herausgeber:
  - Archiv für die Rechtsgelahrtheit in den Herzogl. Meckl. Landen. 3 Bände, Rostock u. Leipzig, Schwerin u. Wismar 1803 bis 1807.[10]
- als Herausgeber mit J. A. Wachenhusen:
  - Archiv, neues für die Rechtsgelahrtheit in den Großherzogthümern Mecklenburg. Band 1, Rostock u. Schwerin 1818.[11]
- Posthum:
  - Geschichte Freimaurerischer Systeme in England, Frankreich und Deutschland. E. S. Mittler & Sohn, Berlin 1879. (Digitalisat)

## Trivia
Von ihm gab es eine Gedenkmünze, eine Medaille aus Bronze gefertigt, von der mecklenburgischen Freimaurerbrüderschaft zum Andenken. Die Medaille ging 1847 als Geschenk von dem Archiv-Sekretär Beyer an den Verein für Mecklenburgische Geschichte und Altertumskunde.